# Francis Beckett
Francis Beckett (né le 12 mai 1945) est un auteur, journaliste, biographe, dramaturge et historien contemporain britannique. Il a écrit des biographies d'Aneurin Bevan, Clement Attlee, Harold Macmillan, Gordon Brown et Tony Blair. Il a également écrit sur l'éducation pour le New Statesman, The Guardian et The Independent et est rédacteur en chef de Third Age Matters, le magazine national publié par l'Université du Troisième Âge. Il reçoit un prix Independent Radio Drama Productions Award pour les Sons of Catholic Gentlemen et le prix Ted Wragg pour l'ensemble de sa carrière en journalisme sur l'éducation.

## Carrière
Beckett étudie à l'Université de Keele et codirige la revue de fin de soirée de la compagnie de théâtre de l'université pendant son séjour là-bas. Il est un ancien attaché de presse de l'Union nationale des étudiants. Il est élu président du Syndicat national des journalistes en 1980 et a également travaillé comme attaché de presse du Parti travailliste. En 1983, il travaille pour la campagne infructueuse de John Silkin pour la direction du Parti travailliste. Il écrit régulièrement sur l'éducation pour The Guardian ainsi que pour d'autres journaux, et est correspondant éducatif du New Statesman pendant sept ans.

## Travaux
Il écrit une biographie de son propre père, John Beckett, intitulée The Rebel Who Lost His Cause: The Tragedy of John Beckett MP. Son père est député travailliste de 1925 à 1931 et whip du groupe de députés du Parti travailliste indépendant. Il est plus tard le propagandiste en chef de l'Union britannique des fascistes d'Oswald Mosley et cofondateur (avec William Joyce) de la Ligue nationale-socialiste. Il est interné pendant la Seconde Guerre mondiale pour ses activités fascistes. Peter Catterall, écrivant dans Albion, décrit la biographie comme « un acte de piété filiale » et note qu'une grande partie de l'œuvre est basée sur les mémoires inédits de John Beckett. Fascist in the Family (2016) revient pour mettre à jour cette histoire familiale. Martin Bright, écrivant dans The Jewish Chronicle décrit ce livre comme « en partie une histoire politique, en partie des mémoires : une tentative de faire face à l'horreur de grandir avec un père fasciste ».
Il rédige également les biographies d'Aneurin Bevan, Clement Attlee, Harold Macmillan, Gordon Brown, et Tony Blair. Il est également rédacteur en chef de la série de vingt livres intitulée Prime Ministers of the Twentieth Century. Sa biographie de Clement Attlee est décrite par Denis MacShane comme une « joie à lire », contrairement à d'autres ouvrages plus « lourds » sur Attlee. La biographie de Tony Blair coécrite par Beckett (avec David Hencke (en)) en 2004 est considérée comme hostile par Roy Hattersley. Blair Inc: The Man Behind The Mask, co-écrit avec David Hencke et Nick Kochan, est publié en mars 2015. Beckett est décrit comme « un vieux romantique travailliste » par le rédacteur en chef adjoint du Guardian, Michael White.
Le livre de 2009, Marching to the Fault Line, également écrit avec David Hencke, est, selon Seumas Milne (en), « la première tentative depuis ses suites immédiates de proposer un compte rendu complet de la grève [des mineurs] ». Il est, selon Neil Kinnock, cité sur la couverture du livre, « plein d'idées essentielles et écrit avec un rythme qui rend justice au drame tragique ». Son portrait d'Arthur Scargill conduit Andrew Murray, dans le Morning Star, à conseiller aux lecteurs de ne pas « nourrir les chacals ». En 2010, What Did the Baby Boomers Ever Do For Us? est publié par Biteback Publishing. Le livre affirme que la génération du baby-boom a bénéficié des circonstances historiques, mais n’a pas continué à en partager les bénéfices avec les générations futures.
Beckett est également dramaturge. Sa première pièce, Sons of Catholic Gentlemen, est jouée par LBC en 1997 et remporte le prix Independent Radio Drama Productions,. Sa pièce de 2012, The London Spring, dépeint un futur dystopique dans lequel un touriste américain découvre que dans ce Londres, la corruption et la pauvreté de masse sont omniprésentes. Sa pièce de 2024 Vodka with Stalin raconte la vie de Rose Cohen (en), une suffragiste britannique assassinée lors d'une purge stalinienne en Russie en 1937. La même année, il écrit Tom Lehrer is Teaching Math and Doesn't Want to Talk to You, qui contient des chansons que Tom Lehrer a placées dans le domaine public en 2022. Elle est jouée au théâtre Upstairs at The Gatehouse à Highgate, Londres,. Il dirige également Third Age Matters, le magazine national publié par l'Université du Troisième Âge,.

### Biographies
- The Rebel Who Lost His Cause: The Tragedy of John Beckett MP, Allison et Busby, 1999
- Nye Bevan, (co-auteur Clare Beckett), Haus Publishing, 2004 ; édition mise à jour, livre de poche, Haus Publishing, 2024
- The Blairs and Their Court (co-auteur David Hencke), Aurum Press, 2004 (révisé et augmenté en livre de poche sous le titre The Survivor: Tony Blair in Peace and War, Aurum Press, 2005)
- Gordon Brown, Haus Publishing, 2007
- Clem Attlee, Politicos, réédité en 2007
- Laurence Olivier, Éditions Haus, 2005
- Harold Macmillan, Haus Publishing, 2006
- Blair Inc: The Money, The Scandals, The Power, John Blake Publishing Ltd., 2015
- Fascist in the Family: The Tragedy of John Beckett MP, Routledge, 2016

### Histoire contemporaine
- Enemy Within – The Rise and Fall of British Communism, John Murray (hb), 1995 ; Merlin Press (pb), 1998
- Stalin's British Victims, Sutton Publishing, 2004
- Marching to the Fault Line – The Miners’ Strike 1984-5 (co-auteur David Hencke), Constable et Robinson, 2009
- Firefighters and the Blitz, Merlin, 2010
- What Did the Baby Boomers Ever Do For Us? Éditions Biteback, 2010
- 1956: The Year That Changed Britain (co-auteur : Tony Russell), Biteback Publishing, 2015
- Jeremy Corbyn and the Strange Rebirth of Labour England (co-auteur Mark Seddon), Biteback Publishing, 2018

### Éducation
- The Great City Academy Fraud,, Continuum, mars 2007
- How To Create a Successful School, Biteback, 2010

### Pièces
- Money Makes you Happy, Samuel French, 2008 [27]
- The Right Honourable Lady, Samuel French, 2009 [28]
- Clement Attlee – A Modest Little Man, TSL Publications 2022